# Francesco Cattalinich
Francesco Cattalinich (Zara, 4 ottobre 1891 – Trieste, 3 aprile 1976) è stato un canottiere italiano, medaglia di bronzo nella gara di otto con nel Canottaggio ai Giochi olimpici di Parigi 1924.

## Biografia
Fratello di Antonio Cattalinich e Simeone Cattalinich, facente parte del Circolo Canottieri Diadora di Zara faceva parte dello stesso equipaggio vincitore della medaglia olimpica ai Giochi olimpici di Parigi 1924.

## Palmarès
| Anno | Manifestazione  | Sede   | Evento   | Risultato |
| ---- | --------------- | ------ | -------- | --------- |
| 1924 | Giochi olimpici | Parigi | Otto con | Bronzo    |